# Arrhythmus punctatus
Arrhythmus punctatus is een keversoort uit de familie van de boktorren (Cerambycidae). De wetenschappelijke naam van de soort werd in 1890 gepubliceerd door Charles Joseph Gahan.